# ゲットバック
『ゲットバック』（原題: Stolen）は、2012年にアメリカ合衆国で製作された犯罪映画。監督は『コン・エアー』のサイモン・ウェスト。

## ストーリー
舞台はニューオーリンズ。全米最強の銀行強盗ウィル・モンゴメリー（ニコラス・ケイジ）は、仲間のヴィンセントとライリーと共にダイヤモンド取引所に侵入し、現金1,000万ドルを奪い去る。だが、逃走中にヴィンセントと仲間割れを起こし、彼だけがFBIに逮捕されてしまう。
それから8年後、仮出所したウィルは、最愛の娘アリソンに会いに行く。しかし、彼女は逮捕された父親を歓迎するはずもなく、彼を冷たく突き放すのだった。落ちこむウィルに一本の電話が入る。その電話の相手は、あのヴィンセントだった。彼はウィルにあの夜盗んだ1,000万ドルを渡すよう強く迫る。ところが、ウィルは逮捕直前に、足がつかないように金を残らず焼却してしまっていた。盗んだ金がもう手元にないことをウィルは正直に話すが、ヴィンセントは娘のアリソンを人質にとり、12時間以内に身代金1,000万ドルの引き渡しを要求。
マルディグラ(謝肉祭)で盛り上がるニューオリンズの街中で、FBIの捜査網を掻い潜りながらヴィンセントの行方を追うウィルは、娘を救うため再び銀行強盗を計画する。

## 登場人物
ウィル・モンゴメリー
演 - ニコラス・ケイジ
強盗犯。緻密な計画を練る知能犯。
ヴィンセント
演 - ジョシュ・ルーカス
ウィルのかつての仲間。暴発事故により義足をしている。
ライリー・ジェファーズ
演 - マリン・アッカーマン
ウィルのかつての仲間。現在はバーの店員。
アリソン・ローブ
演 - サミ・ゲイル
ウィルの娘。犯罪者の父を快く思っていない。
ティム・ハーランド
演 - ダニー・ヒューストン
FBI捜査官。ウィルを長年追っている。
ホイト
演 - M・C・ゲイニー
ウィルの仲間。
フレッチャー
演 - マーク・バレー
ティムの部下。

## キャスト
| 役名                   | 俳優                 | 日本語吹替   |
| ---------------------- | -------------------- | ------------ |
| ウィル・モンゴメリー   | ニコラス・ケイジ     | 大塚明夫     |
| ヴィンセント           | ジョシュ・ルーカス   | 戸部公爾     |
| ライリー・ジェファーズ | マリン・アッカーマン | 原島梢       |
| アリソン・ローブ       | サミ・ゲイル         | まつだ志緒理 |
| ティム・ハーランド     | ダニー・ヒューストン | 茶風林       |
| ホイト                 | M・C・ゲイニー       | 楠見尚己     |
| フレッチャー           | マーク・バレー       | 櫻井トオル   |

## 評価
レビュー・アグリゲーターのRotten Tomatoesでは20件のレビューで支持率は20%、平均点は4.00/10となった。Metacriticでは4件のレビューを基に加重平均値が43/100となった。